# Hongkongi Filmarchívum
A Hongkongi Filmarchívum (kínaiul: 香港電影資料館, pinjin: Xiānggǎng Diànyǐng Zīliàoguǎn, magyaros: Hsziangkang Tienjing Celiaokuan) a hongkongi önkormányzat alá tartozó intézmény, melynek célja a hongkongi filmek gyűjtése, megőrzése. Több mint 6300 tekercs filmet tárolnak itt 7200 m²-en, négy emeleten; emellett pedig más, filmekkel kapcsolatos anyagokat is őriznek, például forgatókönyveket, filmplakátokat, filmes magazinokat. A filmarchívumnak vannak állandó és ideiglenes kiállításai és egy 125 fős moziterme is.